# Mineral King
La vallée de Mineral King est une vallée glaciaire de type alpin. Elle aurait pu être intégrée en 1890 au parc national de Sequoia mais une ville minière avait été fondée vers 1873 par des chercheurs d'argent. Une route avait été construite dès 1879 pour atteindre la vallée. Les mines d'argent n'extrayèrent jamais de minerai mais la route tortueuse pénétrant profondément dans la vallée en cul-de-sac servait d'accès à des constructions anarchiques servant de refuges ou de cabanes de vacances.
Vers 1953, le service des forêts américains invita des promoteurs à développer la vallée mais sans succès. En 1960, la vallée était abandonnée mais toujours accessible et la nature avait repris sa place à l'image des espaces voisins intouchés. En 1966, il démarcha des sociétés pouvant investir plus de 3 millions de dollars, cinq surenchérirent. Walt Disney répondit à l'offre avec une proposition astronomique de 35 millions de dollars, le Disney's Mineral King Ski Resort qui fut généreusement mais provisoirement accueillie.
Ce projet fut annulé en raison de l'intégration de la zone au parc national de Sequoia.
La route menant au camp minier a été inscrit au Registre national des lieux historiques en 2003 comme paysage culturel.